# Батори, Иштван (ум. 1530)
Иштван VII Батори из Эчеда (венг. Báthory István, ок. 1480 — 8 мая 1530, Девин) — венгерский аристократ и военачальник, палатин Венгрии (1519—1523, 1524—1525, 1526—1530).

## Биография
Представитель старинного венгерского дворянского рода Батори (линия Батори-Эчеды). Сын Андраша Батори (ум. 1496/1497) и Дороты Вардаи, племянник Иштвана Батори, воеводы Трансильвании.
В 1507 году Иштван Батори был назначен наджупаном комитата Зала, а через два года, в 1509 году, стал наджупаном Тимишоары и гетманом Южной Венгрии. В 1510 году Иштван Батори был назначен на должность коменданта замка в Будапеште. В 1514 году принимал участие в подавлении крестьянского восстания под руководством Дьёрдя Дожи. В 1519 году Иштван Батори был назначен палатином Венгрии. Не пользовался доверием дворянства, обвинявшего его в алчности и распутстве. В 1523 и 1525 годах дважды отстранялся от занимаемой должности, но в конечном итоге был восстановлен в звании палатина. Иштван Батори также исполнял обязанности придворного казначея и судьи.
В 1526 году Иштван Батори принимал участие в катастрофической для Венгрии битве при Мохаче против османской армии, в которой погиб король Венгрии и Чехии Людовик II. Иштван Батори смог спастись и стал одним из лидером проавстрийской партии в Венгрии, выступавшей за союз между Ягеллонами и Габсбургами. Вместе с Марией Австрийской, вдовой Людовика II, он бежал в Пресбург, где содействовал избранию германского императора Фердинанда Австрийского на венгерский королевский престол. После своего перехода на сторону Габсбургов Иштван Батори лишился всех своих владений в Венгрии, оккупированной турками-османами. В качестве компенсации новый король Венгрии и Чехии Фердинанд Габсбург подарил ему замок Девин в Братиславе.
Иштван Батори скончался в замке Девин 8 мая 1530 года. Он был похоронен в церкви Святого Мартина в Братиславе.

## Семья
В феврале 1523 года Иштван Батори женился на княжне Софии Мазовецкой (1497/1498 — 1543), старшей дочери князя Мазовии Конрада Рыжего (ок. 1454—1503) и Анны Радзивилл (ок. 1476—1522). У них была единственная дочь, Клара Батори, которая была помолвлена с герцогом Карлом Мюнстербергским, но скончалась до свадьбы, в 1535 году. После смерти своего первого мужа София Мазовецкая вторично вышла замуж за хорватского дворянина Людвига Пекри.